# Astragalus crenatus
Astragalus crenatus là một loài thực vật có hoa trong họ Đậu. Loài này được Schult. miêu tả khoa học đầu tiên.